# 1976年の自転車競技
1976年の自転車競技についてまとめる。

## 主なできごと
- エディ・メルクス、ミラノ〜サンレモで7度目の優勝を果たし、コスタンテ・ジラルデンゴと並んでいた同レースの最多優勝記録を更新。
- イタリア、レッチェで行われた世界選手権・プロスクラッチ3位決定戦で、菅田順和が中野浩一を破った。
- エディ・メルクス、ジャンニ・モッタ、マリーノ・バッソ、ヘルマン・ファンスプリンヘルらを輩出してきたイタリアの名門ロードレースチーム、モルテニが解散。
- オールスター競輪決勝戦において、兄の藤巻昇が優勝、弟の藤巻清志が2着に入り、特別競輪決勝戦史上初の兄弟ワンツーフィニッシュとなった。
- ロジェ・デ・フラミンク、ティレーノ〜アドリアティコ総合5連覇。
- ラルプ・デュエズが24年ぶりにツール・ド・フランスのコースに組み入れられる。

## 主な成績

### ロードレース
- ブエルタ・ア・エスパーニャ：4月27日〜5月16日
  - 総合優勝：ホセ・ペサロドナ（ スペイン、カス） 93時間19分10秒
  - ポイント賞：ディートリヒ・テュラウ（ 西ドイツ）
  - 山岳賞：アンドレアス・オリバ（ スペイン）
- ジロ・デ・イタリア：5月21日〜6月12日
  - 総合優勝：フェリーチェ・ジモンディ（ イタリア、ジタヌ・カンパーニョロ） 119時間58分15秒
  - ポイント賞：フランチェスコ・モゼール（ イタリア）
  - 山岳賞：アンドレアス・オリバ（ スペイン）
- ツール・ド・フランス：6月30日〜7月24日
  - 総合優勝：ルシアン・ファン・インプ（ ベルギー、ジタヌ・カンパーニョロ） 116時間22分23秒
  - ポイント賞：フレディ・マルテンス（ ベルギー）
  - 山岳賞：ジャンカルロ・ベッリーニ（ イタリア）
- 世界選手権・プロロードレース：9月5日、 イタリア・オストゥーニ
  - 優勝：フレディ・マルテンス（ ベルギー） 7時間6分10秒
- ミラノ〜サンレモ：4月14日
  - 優勝：エディ・メルクス（ ベルギー）
- ロンド・ファン・フラーンデレン：4月4日
  - 優勝：ワルテル・プランカールト（ ベルギー）
- パリ〜ルーベ：4月11日
  - 優勝：マルク・ドメイエ（ ベルギー）
- リエージュ〜バストーニュ〜リエージュ：4月18日
  - 優勝：ジョゼフ・ブリュイエール（ ベルギー）
- ジロ・ディ・ロンバルディア：10月11日
  - 優勝：ロジェ・デ・フラミンク（ ベルギー）
- スーパープレスティージュ
  - 優勝：フレディ・マルテンス（ ベルギー）

### トラックレース

#### 競輪
- 日本選手権競輪：決勝日・4月3日 千葉競輪場
  - 優勝：新井正昭（埼玉）
- 高松宮杯競輪：決勝日・7月3日 大津びわこ競輪場
  - 優勝：荒木実（京都）
- オールスター競輪：決勝日・10月5日 前橋競輪場
  - 優勝：藤巻昇（北海道）
- 競輪祭：競輪王戦決勝日・11月29日、新人王戦決勝日・11月23日 小倉競輪場
  - 全日本競輪王戦優勝：阿部良二（岩手）
  - 全日本新人王戦優勝：中野浩一（福岡）
- 賞金王：藤巻昇（北海道） - 56,742,000円

### シクロクロス
- 世界選手権自転車競技大会： フランス・シャゼイ＝ダゼルゲ
  - プロ優勝：アルベルト・ツヴァイフェル（ スイス）